# イオンシネマ西大和
イオンシネマ西大和（イオンシネマにしやまと・ ÆON CINEMA Nishiyamato）は、かつて奈良県北葛城郡河合町にあったシネマコンプレックス（映画館）。運営はイオンエンターテイメント。
2000年12月1日にワーナー・マイカル・シネマズ西大和として開業し、2013年にイオンシネマに改称。2022年8月21日をもって閉館した。

## 歴史

### ワーナー・マイカル時代
2000年（平成12年）12月1日、奈良県北葛城郡河合町の西大和ニュータウン内にあった「西大和サティ」（後のイオン西大和店）北側の立体駐車場に隣接する地上4階建ての建物に、ワーナー・マイカル・シネマズ西大和が開館した。近畿地方としては東岸和田（1993年4月29日開業 - 2008年2月3日閉館）・明石（1997年10月23日開業）・近江八幡（2000年10月6日開業）・三田ウッディタウン（2000年11月1日開業）に続く5サイト目のワーナー・マイカル直営館であった。
北葛城郡河合町は当館以前に映画館が一つも存在しておらず、開館前年の1999年（平成11年）時点における奈良県の映画館は奈良市に9スクリーン、大和高田市に3スクリーン、橿原市に6スクリーンの計18スクリーンと、近畿地方としては最少であった。当館は奈良県としては20世紀最後にオープンした映画館であり、東京都内に本社を置く大手シネコンチェーンとしては奈良県内初進出となった。
2007年（平成19年）11月には河瀨直美監督の『殯の森』が上映され、同月10日には河瀬監督と主演のうだしげき（宇多滋樹）によるトークショーが行われた。
3Dブーム真っ只中の2010年（平成22年）5月1日にはスクリーン1・6・7に3Dデジタルシネマシステム（RealD）を導入。その後全スクリーンが35mmフィルムからデジタル上映に完全移行した。

### イオンシネマ時代
2013年（平成25年）にワーナー・マイカルがイオンシネマズを吸収合併し、社名もイオンエンターテイメントに商号変更されたことから、当館は同年7月1日付でイオンシネマ西大和に改称した。翌2014年7月には河瀬直美監督の『2つ目の窓』が上映され、7月27日には河瀬監督と金峯山寺長臈の田中利典によるトークショーが行われている。
舞夢プロ所属の女優・澤井里依は2017年（平成29年）に自身が出演した舞台「美女と野獣とその愛人」に関連して、同年4月22日に“ハリウッド版『美女と野獣』を観に行こう!”と題したツアーを西大和で行っていた。
2019年（令和元年）6月には奈良県のアイドルユニット「Le Siana」の永瀬かこ主演による『手のひらに込めて』が上映され、6月30日には永瀬ら出演者7人と監督の中村みのりによる舞台挨拶が行われた。
開業20周年を迎えた2020年（令和2年）に入ると、中国・武漢に端を発した新型コロナウイルスが全国的に感染拡大。この影響で緊急事態宣言が発令されたことにより同年4月18日から5月21日まで1ヵ月程休館。更に翌2021年（令和3年）6月2日には従業員の一人がPCR検査で陽性反応を示したことが報じられたが、それに伴う臨時休館はなかった。
2021年1月には上西雄大監督・主演による『ひとくず』が上映され、1月24日には共演女優の古川藍と徳竹未夏が上西と共にお忍びで同作を観賞している。

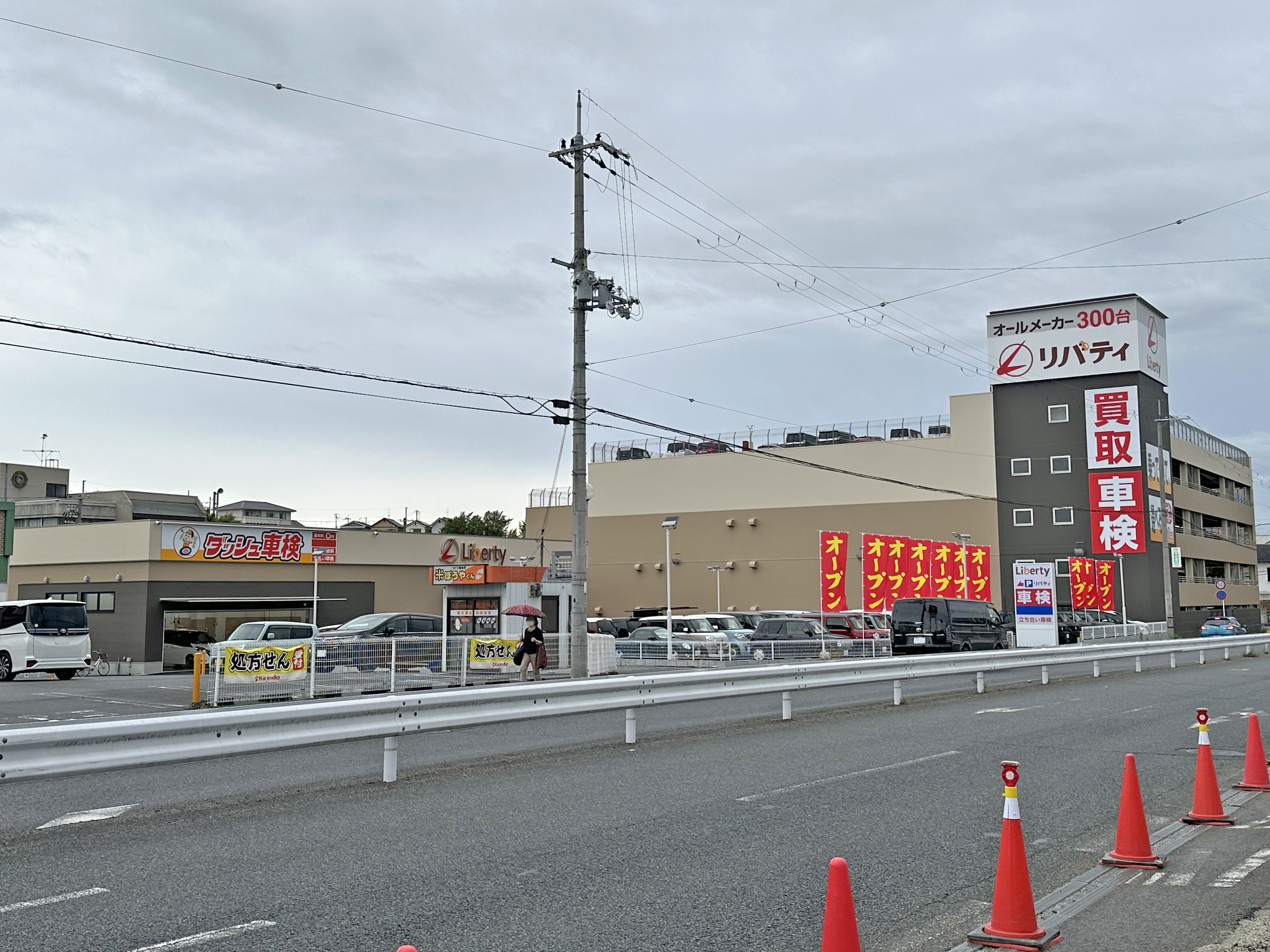
イオンシネマ西大和跡地に建設されたリバティ西大和店（2024年6月撮影）

2021年7月31日にイオン西大和店が閉店して以降も営業を継続していたが、建物の賃貸借契約更新を機に2022年（令和4年）8月21日をもって21年9か月の歴史に幕を閉じた。この閉館によりイオンシネマは奈良県から撤退。奈良県に所在する映画館は、橿原市のTOHOシネマズ橿原（2004年4月1日開業）とユナイテッド・シネマ橿原（2015年12月18日開業）、大和郡山市のシネマサンシャイン大和郡山（2011年7月1日開業）のシネコン3サイトを残すのみとなり、20世紀内に開業した奈良県の映画館はすべて姿を消した。シネコンの建物は2023年春頃から解体・再建築が行われ、2024年4月27日に中古車販売店「リバティ西大和店」がオープンしている。

### 最終上映

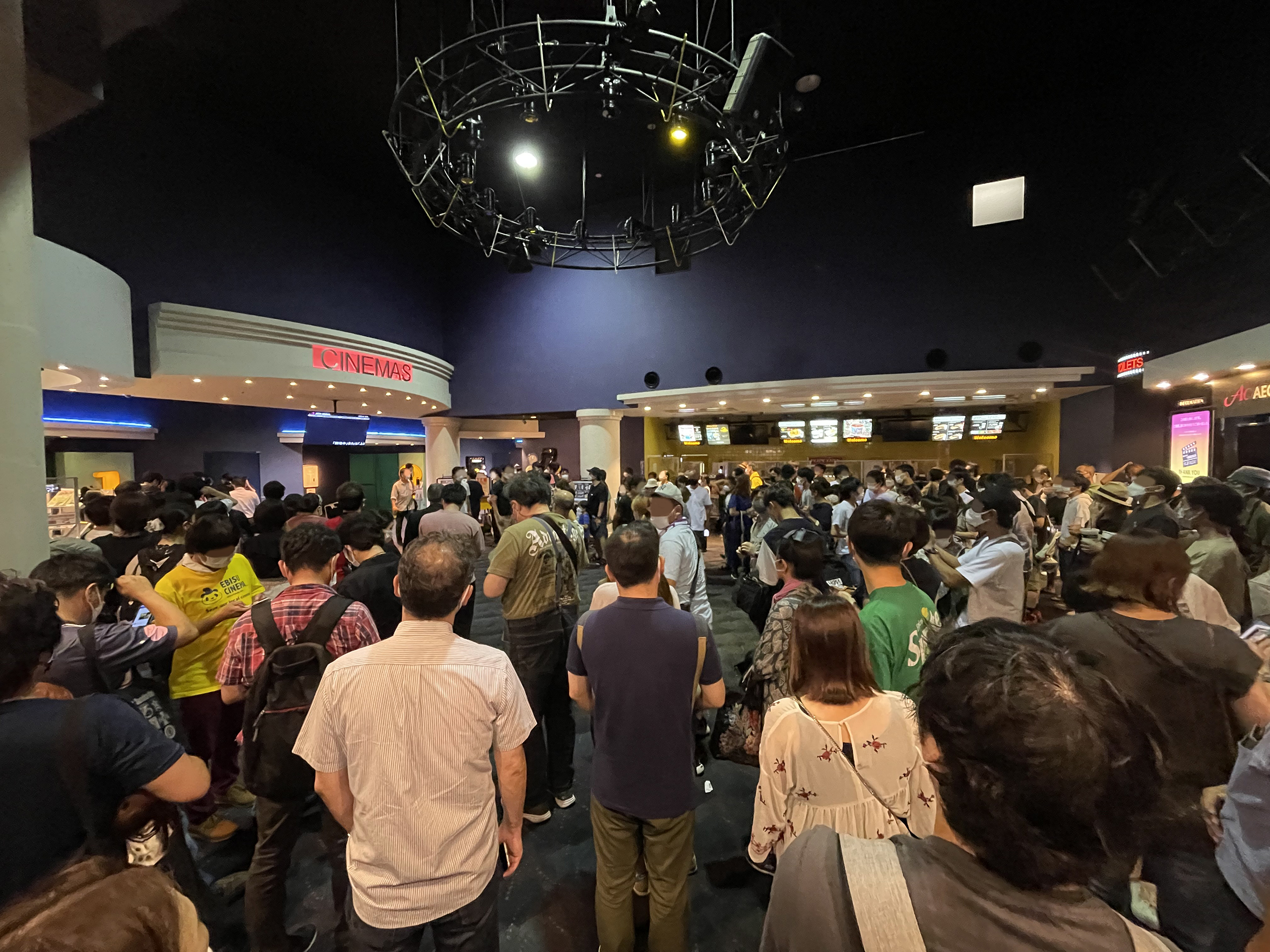
最終上映終了後、多くの観客がロビー内に残り閉館を惜しんだ。
（2022年8月21日撮影）

2021年10月29日に封切られたアニメーション映画『アイの歌声を聴かせて』（吉浦康裕監督、以下「アイ歌」と略す）はファーストラン時の全国的な興行収入及び動員数が振るわなかった反面、SNS上で評判を呼んで人気を拡大したが、西大和は同年11月第2週の夕方に356席を有するスクリーン7でアイ歌を上映するという伝説を残した。この評判が更に話題となったことから、当館のクロージングを飾る特別興行として2022年8月5日から21日まで再上映された。しかし最終日の夕方にスクリーン7で上映されたのは『トップガン マーヴェリック』（ジョセフ・コシンスキー監督）で、アイ歌はスクリーン1での上映となった。なお、この閉館に際し、アイ歌でヒロインの声優を担当した女優の土屋太鳳が、役名の“芦森詩音”名義で「しあわせだよ!」というメッセージを添えた記念バルーンを西大和に贈呈したという逸話も残っている。

## 特徴

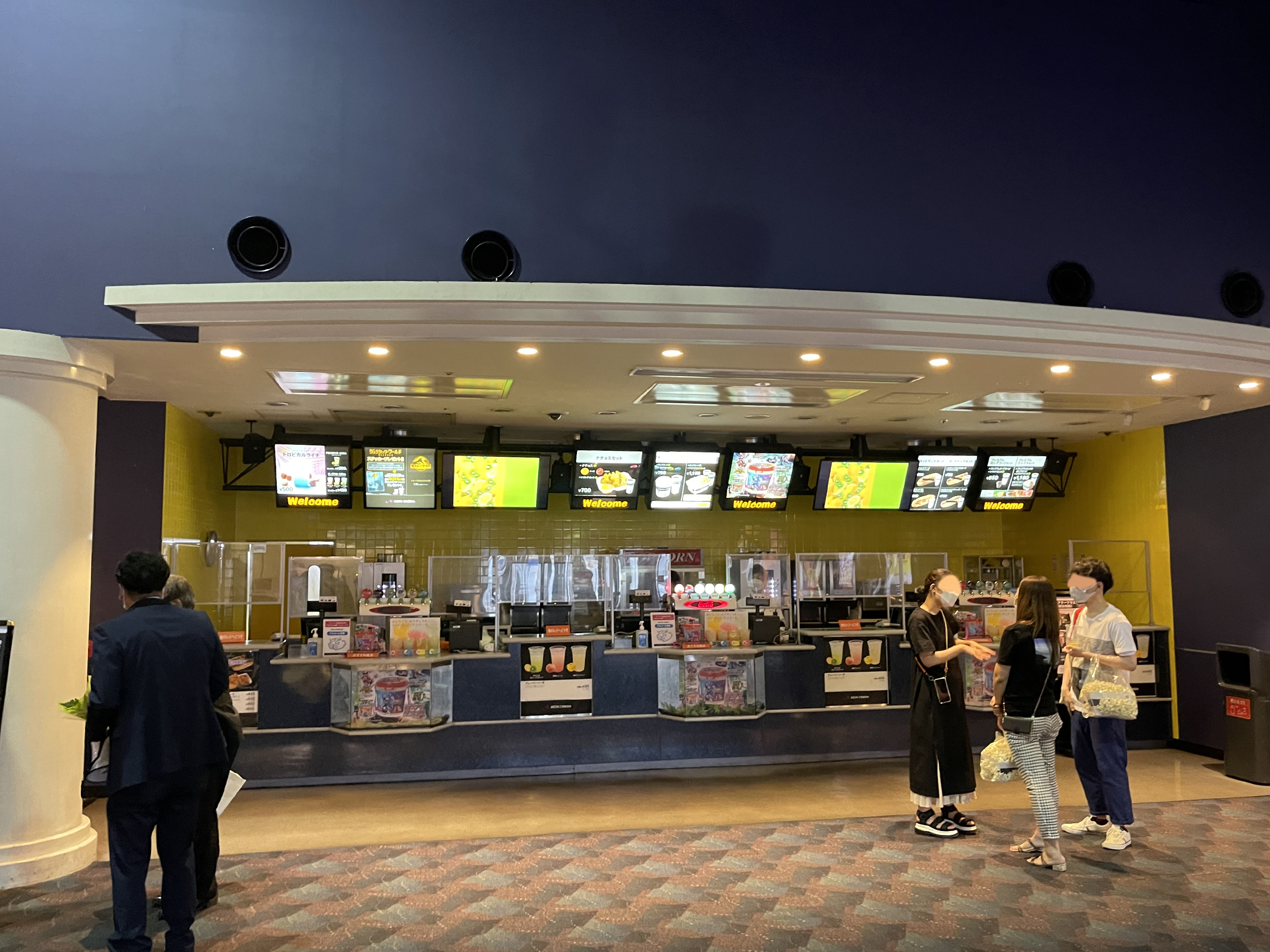
イオンシネマ西大和のコンセッション

7スクリーン・1,318席を有しており、近畿地方でワーナー・マイカルを冠したシネコンとしては最も客席数が少なかった。またコロナ禍になった2020年代に入ると、飛沫防止のパーテーションを設置した「アップグレードシート」を導入してリニューアル・及び新規開業するイオンシネマが相次いだが、それに伴うシート更新はなく閉館を迎えた。
| スクリーン | 座席数 | 車椅子スペース | 備考   |
| ---------- | ------ | -------------- | ------ |
| 1          | 202    | 2              | 3D対応 |
| 2          | 164    | 2              |        |
| 3          | 162    | 2              |        |
| 4          | 160    | 2              |        |
| 5          | 137    | 2              |        |
| 6          | 137    | 2              | 3D対応 |
| 7          | 356    | 4              | 3D対応 |